# Stacie Powell
Stacie Powell   (Bristol, 18 de desembre de 1985) és una saltadora i astrònoma britànica. Va representar el seu país als Jocs Olímpics d'estiu de 2008 a Pequín (salt de palanca de 10 metres i salt de palanca sincronitzada de 10 metres) i als Jocs Olímpics d'estiu de 2012 (salt de palanca de 10 metres).
També és estudiant de postgrau en astrofísica a l'Institut d'Astronomia de Cambridge, investigant FU Orionis. Mentre era estudiant a la Universitat de Southampton, va passar un any a l'estranger treballant al Centre d'Astrofísica de Harvard i Smithsonian.
Powell va anar a l'escola Oxted i va estar a casa dels Tenchley, i va marxar el 2004. Va tornar a visitar l'escola l'octubre de 2012 per fer una presentació a algunes classes d'astronomia.